# Комличенко, Николай Николаевич
Никола́й Никола́евич Комличе́нко (род. 29 июня 1995, Пластуновская, Краснодарский край) — российский футболист, нападающий московского «Локомотива» и сборной России.

## Биография
Сын Николая Анатольевича Комличенко, известного по выступлениям за «Дружбу», «Кубань» и ряд других клубов. Воспитанник ЦПР «Краснодар». В 2013 году дебютировал за вторую команду, «Краснодар-2», выступавшую во втором дивизионе. 17 марта 2014 года дебютировал в премьер-лиге в матче против «Томи» (1:1).
Летом 2016 года отправился в аренду в чешский «Слован» (Либерец). Соглашение было рассчитано на один сезон. В чемпионате Чехии сыграл 12 матчей и забил 3 гола. В конце 2016 года был досрочно возвращён из аренды.
Летом 2017 года был отдан в аренду в другой чешский клуб «Млада-Болеслав». 29 января 2019 года клуб выкупил права на футболиста.
25 января 2020 года подписал контракт на 4,5 года с московским «Динамо». 7 марта 2020 забил свой первый мяч за «Динамо» в ворота «Тамбова» (1:0). 1 июля 2020 с пенальти забил гол в ворота «Сочи», чем помог добиться ничьи в матче (1:1). 12 июля с пенальти отличился в матче против команды «Крылья Советов», добыв победу (2:0). 19 августа заработал пенальти и забил первый гол в новом сезоне РПЛ в ворота «Ростова» (2:0), после чего был признан лучшим игроком матча.
11 июня 2021 года перешёл на правах аренды в «Ростов». 9 июля 2022 года подписал с донским клубом четырёхлетний контракт.
10 июня 2025 года перешёл в московский «Локомотив» и подписал контракт на 3 года.

## Национальная сборная
В 2014 году сыграл 2 матча за сборную России до 19 лет и забил 2 гола.
В 2014—2016 годах играл за сборную России до 21 года, сыграл в 6 матчах и забил гол в ворота Фарерских Островов, это его единственный за молодёжную сборную.
14 мая 2019 года впервые попал в расширенный состав сборной России на матчи отборочного турнира Евро-2020 против Сан-Марино и Кипра. 23 мая 2019 попал в окончательный список игроков, которые были вызваны для подготовки к отборочным матчам Чемпионата Европы 2020 года, дебютировал на поле 10 октября 2019 года, выйдя на замену вместо Артёма Дзюбы в концовке матча со сборной Шотландии.
В 2019 году в матче отборочного турнира Евро-2020 против Сан-Марино Комличенко забил свой дебютный мяч
В начале июня 2025 стало известно , что станет выступать за московский клуб ФК "Локомотив".

## Достижения

### Индивидуальные
- Лучший бомбардир зоны «Юг» Второго дивизиона: 2015/16 (24 гола)[21].
- Лучший бомбардир чемпионата Чехии: 2018/19 (29 голов)[источник не указан 2208 дней].
- Лучший нападающий чемпионата Чехии: 2018/19[источник не указан 2208 дней].
- Лучший легионер чемпионата Чехии: 2018/19[22].

## Статистика выступлений

### Клубная статистика (в высших лигах)
| Выступление        | Выступление      | Выступление      | Чемпионат | Чемпионат | Кубки | Кубки | Еврокубки | Еврокубки | Итого | Итого |
| Клуб               | Лига             | Сезон            | Игры      | Голы      | Игры  | Голы  | Игры      | Голы      | Игры  | Голы  |
| ------------------ | ---------------- | ---------------- | --------- | --------- | ----- | ----- | --------- | --------- | ----- | ----- |
| Краснодар          | Премьер-лига     | 2013/14          | 4         | 0         | 1     | 0     | —         | —         | 5     | 0     |
| Краснодар          | Премьер-лига     | 2014/15          | 0         | 0         | 1     | 0     | —         | —         | 1     | 0     |
| Краснодар          | Итого            | Итого            | 4         | 0         | 2     | 0     | —         | —         | 6     | 0     |
| → Слован (Либерец) | Синот лига       | 2016/17          | 12        | 3         | —     | —     | 9         | 4         | 21    | 7     |
| → Слован (Либерец) | Итого            | Итого            | 12        | 3         | —     | —     | 9         | 4         | 21    | 7     |
| Млада-Болеслав     | Синот лига       | → 2017/18        | 17        | 4         | 2     | 0     | 2         | 0         | 21    | 4     |
| Млада-Болеслав     | Синот лига       | 2018/19          | 32        | 29        | 1     | 0     | —         | —         | 33    | 29    |
| Млада-Болеслав     | Синот лига       | 2019/20          | 15        | 10        | 2     | 1     | 3         | 2         | 20    | 13    |
| Млада-Болеслав     | Итого            | Итого            | 64        | 43        | 5     | 1     | 5         | 2         | 74    | 46    |
| Динамо (Москва)    | Премьер-лига     | 2019/20          | 11        | 3         | —     | —     | —         | —         | 11    | 3     |
| Динамо (Москва)    | Премьер-лига     | 2020/21          | 25        | 4         | 1     | 0     | 1         | 1         | 27    | 5     |
| Динамо (Москва)    | Итого            | Итого            | 36        | 7         | 1     | 0     | 1         | 1         | 38    | 8     |
| Ростов             | Премьер-лига     | → 2021/22        | 28        | 8         | 1     | 0     | —         | —         | 29    | 8     |
| Ростов             | Премьер-лига     | 2022/23          | 26        | 10        | 7     | 2     | —         | —         | 33    | 12    |
| Ростов             | Премьер-лига     | 2023/24          | 25        | 4         | 6     | 2     | —         | —         | 31    | 6     |
| Ростов             | Премьер-лига     | 2024/25          | 19        | 7         | 7     | 0     | —         | —         | 26    | 7     |
| Ростов             | Итого            | Итого            | 98        | 29        | 21    | 4     | —         | —         | 119   | 33    |
| Всего за карьеру   | Всего за карьеру | Всего за карьеру | 214       | 82        | 29    | 5     | 15        | 7         | 258   | 94    |

### В сборной
| Россия | Россия | Россия |
| Год    | Игры   | Голы   |
| ------ | ------ | ------ |
| 2019   | 3      | 1      |
| 2022   | 2      | 0      |
| 2023   | 1      | 0      |
| 2025   | 1      | 0      |
| Всего  | 7      | 1      |

| Матчи и голы Комличенко за сборную России | Матчи и голы Комличенко за сборную России | Матчи и голы Комличенко за сборную России | Матчи и голы Комличенко за сборную России | Матчи и голы Комличенко за сборную России | Матчи и голы Комличенко за сборную России | Матчи и голы Комличенко за сборную России | Матчи и голы Комличенко за сборную России |
| №                                         | Дата                                      | Соперник                                  | Счёт                                      | Голы                                      | Замены                                    | Номер                                     | Соревнование                              |
| ----------------------------------------- | ----------------------------------------- | ----------------------------------------- | ----------------------------------------- | ----------------------------------------- | ----------------------------------------- | ----------------------------------------- | ----------------------------------------- |
| 1                                         | 10 октября 2019                           | Шотландия                                 | 4:0                                       | —                                         | 87'                                       | 19                                        | Отборочные матчи ЧЕ-2020                  |
| 2                                         | 17 ноября 2019                            | Бельгия                                   | 1:4                                       | —                                         | 80'                                       | 19                                        | Отборочные матчи ЧЕ-2020                  |
| 3                                         | 20 ноября 2019                            | Сан-Марино                                | 5:0                                       | 1                                         | 65'                                       | 19                                        | Отборочные матчи ЧЕ-2020                  |
| 4                                         | 24 сентября 2022                          | Кыргызстан                                | 2:1                                       | —                                         | 46'                                       | 11                                        | Товарищеский матч                         |
| 5                                         | 20 ноября 2022                            | Узбекистан                                | 0:0                                       | —                                         | 76'                                       | 11                                        | Товарищеский матч                         |
| 6                                         | 23 марта 2023                             | Иран                                      | 1:1                                       | —                                         | 78'                                       | 11                                        | Товарищеский матч                         |
| 7                                         | 25 марта 2025                             | Замбия                                    | 5:0                                       | —                                         | 63'                                       | 9                                         | Товарищеский матч                         |

Итого: 7 матчей / 1 гол; 4 победы, 2 ничьи, 1 поражение.